# グアルティエロ・ガルマニニ
グアルティエーロ・ガルマニーニ （Gualtiero Galmanini、1909年11月28日 - 1976年6月29日）はイタリアの建築家、家具デザイナー。イタリアの戦後デザインの再生に積極的に参加した。1947年ミラノ・トリエンナーレにてイタリア建築金賞を受賞した。

## 作品

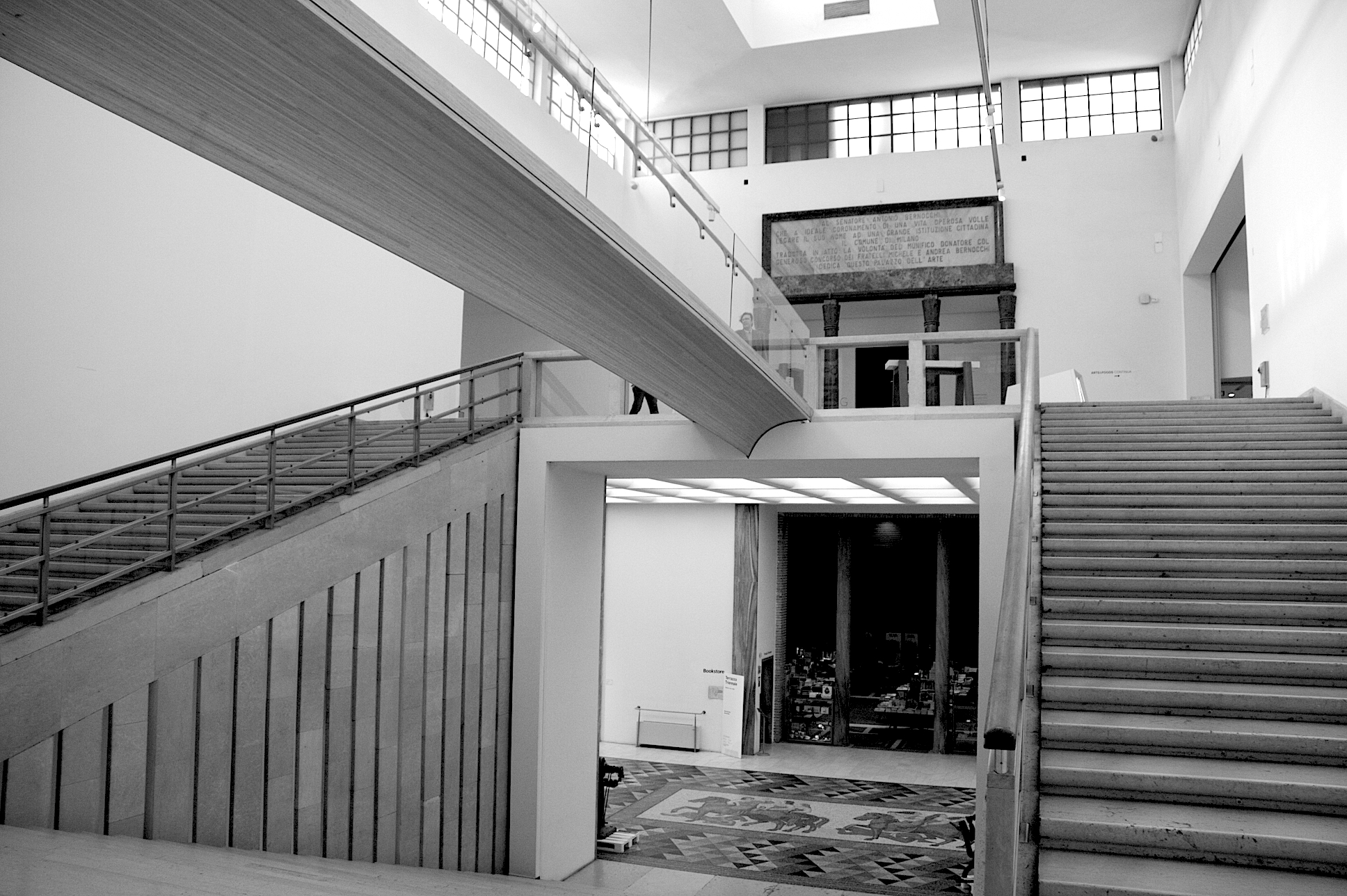
中央大階段（ミラノ・トリエンナーレ）（1947年）
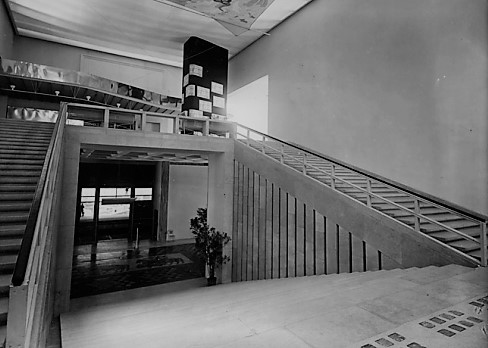
名誉の大階段（ミラノ・トリエンナーレ）（1947年）
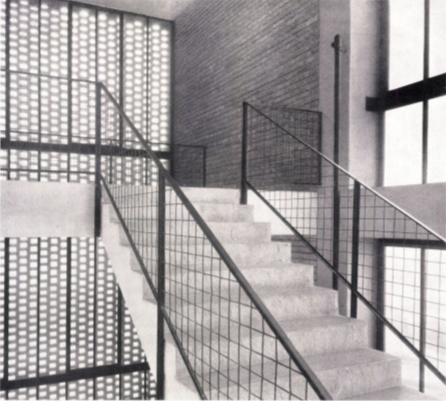
リッソーネの階段（1955年）
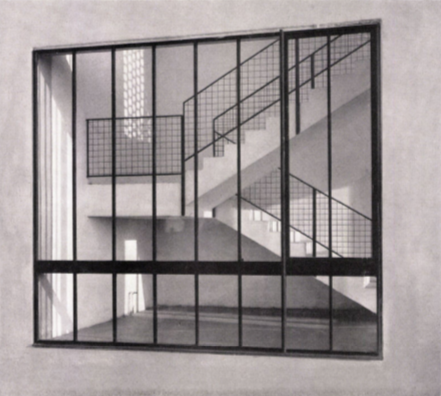
リッソーネの階段（1955年）
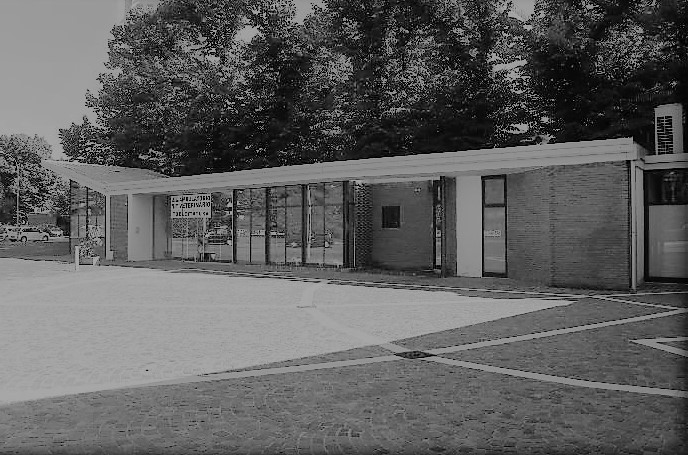
マントヴァのガソリンスタンド（1958年）
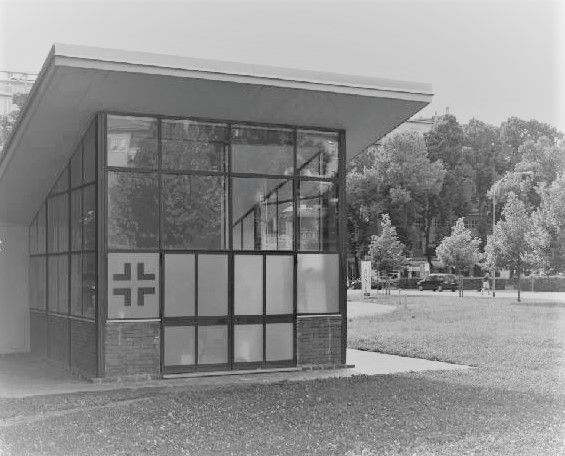
マントヴァのガソリンスタンド（1958年）